# كلوديا باندولفي
كلوديا باندولفي (بالإيطالية: Claudia Pandolfi)‏ (من مواليد 17 نوفمبر 1974)، ممثلة إيطالية.

## روابط خارجية
- كلوديا باندولفي على موقع IMDb (الإنجليزية)
- كلوديا باندولفي على موقع ميتاكريتيك (الإنجليزية)
- كلوديا باندولفي على موقع روتن توميتوز (الإنجليزية)
- كلوديا باندولفي على موقع ميوزك برينز (الإنجليزية)
- كلوديا باندولفي على موقع ديسكوغز (الإنجليزية)
- كلوديا باندولفي على موقع قاعدة بيانات الفيلم (الإنجليزية)